# Serhiy Shyshchenko
Serhiy Iouriïovytch Chychtchenko (en ukrainien : Сергій Юрійович Шищенко), né le 13 janvier 1976 à Siriaky, en RSS d'Ukraine (Union soviétique), est un ancien footballeur ukrainien, désormais entraîneur.

## Palmarès
|  |  | Chakhtar Donetsk - Championnat d'Ukraine : - Vice-champion : 1997 - Coupe d'Ukraine (2) : - Vainqueur : 1995 et 1997 |  | Metalourh Zaporijjia - Coupe d'Ukraine : - Finaliste : 2006 |

### Distinctions personnelles
- Meilleur buteur du championnat d'Ukraine en 2002.